# Fazenda São João da Montanha
A Fazenda São João da Montanha foi a fazenda situada no local onde hoje se encontra a Escola Superior de Agricultura Luiz de Queiroz, no município brasileiro de Piracicaba.

## Histórico
A Fazenda São João da Montanha pertencia inicialmente a João Florêncio da Rocha. Remonta ao final do século XIX, medindo 319 hectares e distante três quilômetros da cidade.
Em 1889, Luiz de Queiroz, que era formado em agronomia na Europa, adquiriu a fazenda com o intuito de instalar uma escola agrícola para reduzir o  atraso das práticas nacionais na agricultura.
A fazenda foi doada ao governo do Estado de São Paulo no ano de 1892 por Luiz de Queiroz, para que se ali se instalasse uma escola de agronomia. Porém foi somente em 1901, três anos após seu falecimento, que foi efetivamente instalada a Escola Agrícola Prática São João da Montanha. Antes disso, vários entraves surgiram devido ao péssimo estado de conservação da fazenda e a necessidade de verba para recuperá-la. Um dos primeiros relatos foi feito por Ernst Lehmann em 1893, onde apontava quedas de parede, madeiras podres além de  problemas com relação às condições higiênicas.
De 1901 a 1934, a instituição fez parte da Secretaria de Agricultura do Estado de São Paulo. Após 1934, é incorporada a Universidade de São Paulo (USP), com o nome Escola Superior de Agricultura Luiz de Queiroz (ESALQ).

## ESALQ - Escola Superior de Agricultura Luiz de Queiroz
A ESALQ é uma instituição pública, com cerca de dois mil estudantes de cursos de graduação, mil de pós-graduação, além de receber pós-doutores e jovens pesquisadores. Oferece sete cursos de graduação e quinze programas de pós-graduação (PPG), além de seus doze departamentos.
Um destes departamentos é o Departamento de Genética, LGN. Possui laboratórios de pesquisa  e um campo experimental com galpões, onde são conduzidos experimentos visando o melhoramento genético de plantas como a soja, milho, maracujá, entre outros.